# Niemand (Maan)
Niemand is een lied van de Nederlandse zangeres Maan. Het werd in 2021 als single uitgebracht.

## Achtergrond
Niemand is geschreven door Maan de Steenwinkel, Catalina Schweighauser, Ramon de Wilde en Diztortion en geproduceerd door Niels Zuiderhoek. Het is een lied uit het genre nederpop. Het lied gaat over je eigen keuzes maken en niet die laten beïnvloeden door anderen. De zangeres schreef het nummer over de periode waar ze op dat moment zelf in zat, waar ze bewuster nadacht over de dingen die ze wilde doen. Het lied kan worden gezien als opvolger van Niks is heilig. In dat lied beschrijft ze een plek waar ze kan zeggen en denken wat ze wil, omdat ze dat niet altijd in het "echt" kan doen. Met Niemand gaat de zangeres een stap verder; het doen en willen wat zij wil is niet meer in haar eigen gedachten, maar in het "normale" leven. 
De single stond gepland om later gereleaset te worden, maar de zangeres had het gevoel dat dit eerder moest, omdat zij precies op dat moment in haar leven het gevoel van het nummer had en niet later. Haar platenlabel reageerde enthousiast en dat resulteerde in de releasedatum van vijftien oktober 2021.

## Hitnoteringen
De zangeres had weinig succes met het lied in de Nederlandse hitlijsten. De Single Top 100 werd niet bereikt en er was ook geen notering in de Top 40. Bij laatstgenoemde was er wel de 23e plaats in de Tipparade.